# Малхус, Карл-Август фон
Фрайхер Карл-Август фон Малхус (нем. Karl August von Malchus; 27 сентября 1770, Мангейм, Margraviate of Baden — 24 октября 1840, Гейдельберг) – германский политический и государственный деятель, политолог.

## Биография
Сын управляющего поместьями герцога Карла II, Пфальц-Биркенфельд-Цвейбрюккена. С 1787 года обучался в Гейдельберге.
Занимался юридической и дипломатической практикой в Гейдельберге и Геттингене, куда он переехал осенью 1789 года. В 1790 году, ещё до завершения учёбы, стал личным секретарем графа Клеменса Августа фон Вестфалена цу Фюрстенберга (1754–1818), который был государственным министром архиепископства Майнца. 
С 1811 г. был министром финансов королевства Вестфалия, а с 1813 г. — министром внутренних дел королевства. 
Его система управления подверглась ожесточенным нападкам со стороны противников французского владычества; он защищался в книге: «Ueber die Verwaltung der Finanzen des Königreichs Westphalen» (Штуттгарт, 1814). 
В 1817—1818 гг. был министром финансов в Вюртемберге. 
В конце жизни посвятил себя литературной работе. Некоторое время страдая астмой, умер от инсульт 24 октября 1840 года в Гейдельберге. 

## Избранные сочинения
- «Politik der innern Staatsverwaltung» (Гейдельберг, 1823);
- «Statistik und Staatenkunde» (Штуттгарт, 1826);
- «Handbuch der Finanzwissenschaft und Finanzverwaltung» (Штутгарт, 1830);
- «Die Sparkassen in Europa» (Гейдельберг, 1838).